# Linia kolejowa Pyrzyce – Płońsko Pyrzyckie
Linia kolejowa Pyrzyce – Płońsko Pyrzyckie – rozebrana w 1987 roku normalnotorowa linia kolejowa łącząca Pyrzyce z Płońskiem.

## Historia
Linię otworzono 22 sierpnia 1898 roku. Na całej długości była jednotorowa o rozstawie szyn wynoszącym 1435 mm. 1 stycznia 1954 roku nastąpiło zamknięcie dla ruchu pasażerskiego. W 1979 roku zawieszono także ruch towarowy. W 1987 roku linię rozebrano.